# Устье (Ярцевский район)
Устье — деревня в Смоленской области России, в Ярцевском районе. Население - 8 жителей (2007 год). Расположена в центральной части области в 26 км к северо-востоку от Ярцева, в 2 км к западу от автодороги Ярцево –Холм-Жирковский, на левом берегу реки Вопь. 
Входит в состав Капыревщинского сельского поселения.

## История
В годы Великой Отечественной войны деревня была оккупирована гитлеровскими войсками в октябре 1941 года.
В деревне находится один из первых в Смоленской области гидрологический пост на реке Вопь. Действует по настоящее время